# العبرين (جحانة)

تعديل مصدري - تعديل

العبرين هي إحدى قرى عزلة قروى بمديرية جحانة التابعة لمحافظة صنعاء، بلغ تعداد سكانها 1365 نسمة حسب تعداد اليمن لعام 2004.